# Бойко Рашков
Бойко Илиев Рашков е български юрист и университетски преподавател по право. В периода 1995 до 2001 г. директор на Националната следствена служба. Народен представител в XXXIX народно събрание, XLVIII народно събрание и XLIX народно събрание. Заместник-министър на правосъдието от 2008 до 2009 година. Между 2013 и 2018 г. е председател на Национално бюро за контрол на специални разузнавателни средства. От май 2021 г. до декември 2021 г. е министър на вътрешните работи в първото и второто служебно правителство на Стефан Янев, а между декември 2021 г. и август 2022 г. и в редовното правителство на Кирил Петков.

## Биография
Бойко Рашков е роден на 28 септември 1954 г. в село Огняново, Гоцеделчевско. Завършва право в Юридическия факултет на Софийския университет.
От 1980 г до 1981 г е стажант-съдия в СГС.
От 1981 г. до 1992 г. е следовател в Районна следствена служба в София, а от 1992 г. зам-директор на НСС, а от 1995 г. директор на НСС, до 2001 г (като през 1998 г е преименувана на Специализирана следствена служба).
Доктор е по право от 1993 г.
През 2001 г. е избран за народен представител в XXXIX народно събрание от БСП, където е и член на правната комисия и заместник-председател на Комисията по вътрешна сигурност и обществен ред до 2005 г.
От 2005 г до 2008 г е ръководител на отдел в НСС.
В периода януари 2008 г. до месец май 2009 г. е заместник-министър на правосъдието.
От юни 2009 г. до ноември 2009 г е избран от Народното събрание за председател на Национално бюро за контрол на специални разузнавателни средства.
От 2009 г. до 2013 г. е следовател в НСС.
От 27 декември 2013 г. е избран от Народното събрание за председател на Национално бюро за контрол на специални разузнавателни средства, длъжност с 5-годишен мандат, която изпълнява до 27 декември 2018 г.
Наред с това развива и активна научна дейност в Юридическия факултет при УНСС, където от 2012 г е доцент по наказателно-процесуално право. В същия факултет е избран за ръководител на катедра „Наказателноправни науки“ от 2016 г.
В периода 12 май – 16 септември 2021 г. е заместник министър-председател и министър на вътрешните работи в първото служебно правителство на Стефан Янев.
В периода 16 септември 2021 г. – 13 декември 2021 г. е заместник министър-председател и министър на вътрешните работи във второто служебно правителство на Стефан Янев.
От 13 декември 2021 г. до 2 август 2022 г. е министър на вътрешните работи в кабинета на Кирил Петков, свален с вот на недоверие на 22 юни 2022 година. Народен представител в XLVIII и XLVIII народно събрание от Продължаваме промяната, както и председател на парламентарната Комисия за контрол над службите за сигурност в последното, като наследява на този пост Атанас Атанасов.
Владее френски и руски език.